# Chiesa di Santa Croce (Riva di Solto)
La chiesa di Santa Croce è il principale luogo di culto cattolico di Zorzino frazione di Riva di Solto, in provincia e diocesi di Bergamo. Fa parte del vicariato di Solto-Sovere, ed è sede parrocchiale dei Santi Ippolito e Cassiano Martiri.

## Storia
Nei primi anni del Novecento fu decisa la costruzione di un nuovo luogo di culto perché l'antica chiesa dei Santi Ippolito e Cassiano risalente al Quattrocento e retta canonicamente autonoma con decreto del vescovo Lodovico Donà il 9 marzo 1480, risultava essere troppo ammalorata e piccola e non rispondeva più alle esigenze del territorio di Zorzino. Il nuovo edificio fu progettato dall'architetto Giovanni Muzio. La costruzione della nuova chiesa posta dirimpetto a quella antica, risulta essere approvata sia dall'amministrazione che dalla curia vescovile quanto il vescovo di Bergamo Luigi Maria Marelli l'8 dicembre 1924 benedisse la posa della prima pietra. La chiesa parrocchiale faceva parte della vicaria di Solto.
La nuova chiesa era ultimata quanto il 3 maggio 1933 fu consacrata dal vescovo Adriano Bernareggi che la intitolò ai santi Ippolito e Cassiano in Santa Croce. Nell'occasione fece dono delle reliquie dei santi Alessandro di Bergamo e Bernardino che furono sigillate nella nuova mensa dell'altare maggiore. Gli arredi lignei, del presbiterio disegnati dal Muzio furono posti nel 1935, mentre il porticato esterno che era inserito sempre nel progetto originale, fu invece realizzato in pietra solo nel 1988.
Con decreto del 27 maggio 1979 del vescovo Giulio Oggioni la chiesa fu inserita nel vicariato foraneo di Solto-Sovere.

## Descrizione

### Esterno
L'edificio di culto trovandosi di fronte a quello antico ha orientamento opposto a quello canonico, con abside a ovest. La chiesa è anticipata da ampia gradinata, e presenta sul lato sinistro un porticato. Il fronte principale ospita quattro grandi lesene in pietra bugnata complete di alta zoccolatura che si uniscono da una cornice spezzata per proseguire poi sul frontone che ospita il timpano spezzato sempre in pietra locale. Il grande portale in pietra con due paraste laterali che reggono l'architrave che prosegue con altri due pilastrini con piccola nicchia centrale che ospita la piccola statua della Madonna. Nella parte superiore vi è un'apertura sondata a arco ribassato con contorno in muratura terminante con parte in pietra. La facciata culmina con la croce centrale e laterali due palme poste a ricordo dei due martiri Ippolito e Cassiano a cui la chiesa è intitolata e due pinnacoli. Laterali vi sono le parti che anticipano le cappelle interne con contrafforti.

### Interno
Internamente la chiesa a pianta rettangolare e a unica navata divisa in tre campate da quattro arcate con te cappelle comunicanti e un'apertura circolare che illumina le cappelle. La prima campata a sinistra ospita la cappella rialzata da due gradini, ospita il fonte battesimale in marmo nero con copertura lignea. Nella seconda campata vi è a sinistra la cappella dedicata alla Madonna del Santo Rosario e a destra del Santo Crocifisso. 
La zona presbiteriale a pianta rettangolare coperta da volta a crociera è di misura inferiore alla navata e anticipata da arco trionfale e termina con coro absidale  con volta a crociera, e coro ligneo disegnato da Giovanni Muzio.